# الجمعية الدولية لقانون العقوبات
الجمعية الدولية لقانون العقوبات جمعية منشأة منذ عام 1889 ومقرها باريس في فرنسا ، ولها الصفة الاستشارية لدى هيئة الأمم المتحدة.

## وصلات خارجية
- موقع الجمعية الدولية لقانون العقوبات